# Conus martinianus
Conus martinianus é uma espécie de gastrópode do gênero Conus, pertencente a família Conidae.